# 존 필드 (작곡가)

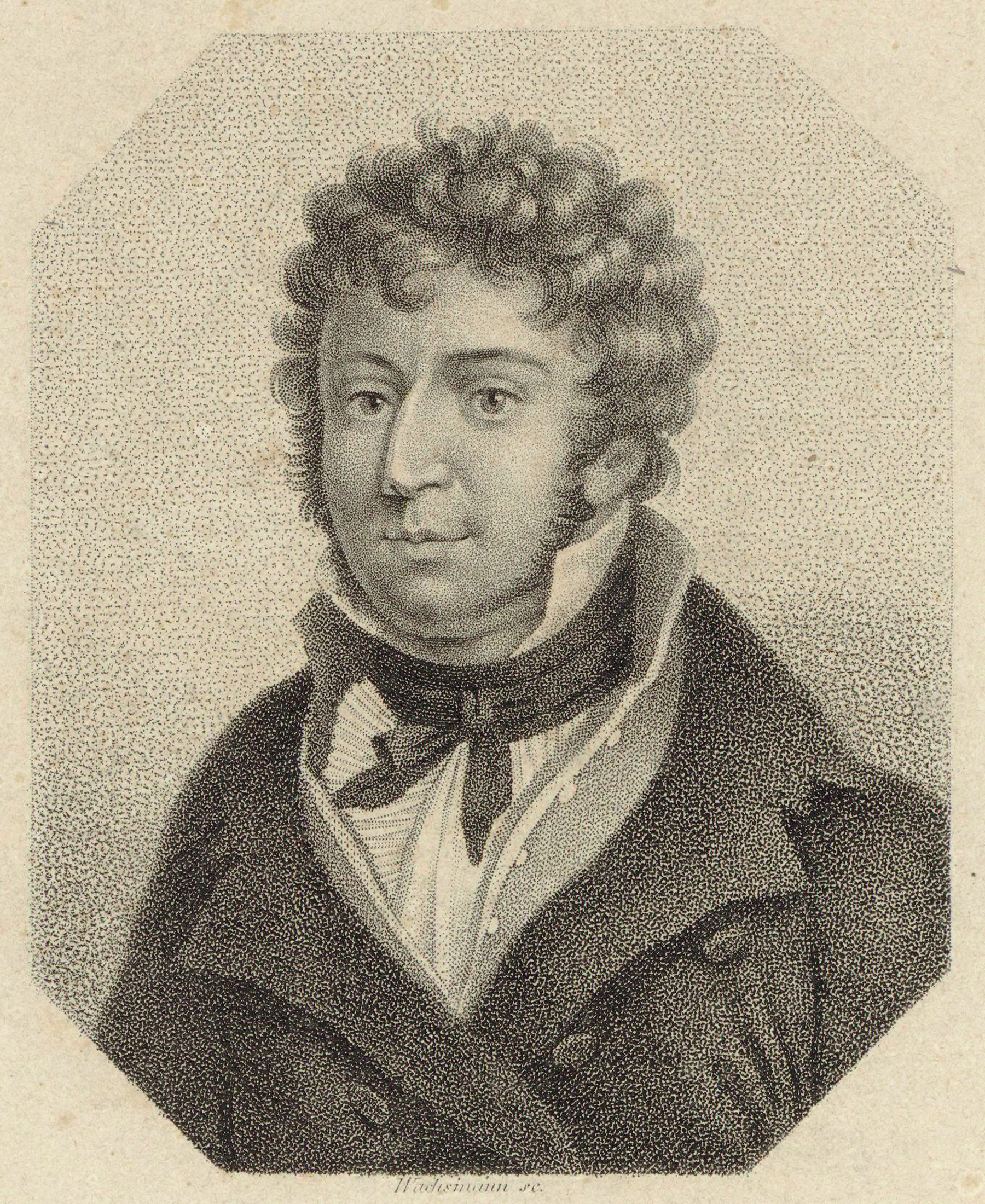
존 필드, c. 1820년

존 필드(영어: John Field, 1782년 7월 26일~1837년 1월 23일)는 아일랜드의 피아니스트, 작곡가, 교사다. 녹턴이라는 장르를 처음으로 고안한 사람으로도 알려져 있다.
그는 더블린에서 음악가 가족으로 태어나 그곳에서 초기 교육을 받았다. 필드는 곧 런던으로 옮겼고 무치오 클레멘티에게 공부했다. 그의 지도 아래 필드는 빠르게 유명하고 인기있는 콘서트 피아니스트가 되었다. 스승과 학생이 함께 파리, 비엔나, 상트페테르부르크를 방문했다.
어린 미하일 글린카를 잠시 가르친 적이 있다. 제자로는  프로이센의 샤를[카를] 마이어(1799~1862), 러시아의 알렉산드르 두부케(1812~98), 폴란드의 안토니에 데 콘츠키(1816~99) 등이 있다. 
필드는 동시대 사람들에게 매우 높은 평가를 받았으며 그의 연주와 작곡은 펠릭스 멘델스존, 프레데리크 쇼팽, 로베르트 슈만, 요하네스 브람스, 프란츠 리스트 등에게 영향을 미쳤다.

## 관련 논문
- 차지원, 〈장르와 수용사 : 존 필드의 "런던" 야상곡을 중심으로〉, 《낭만음악》 18-4, 낭만음악사, 2006년
- 이현미, 〈존 필드의 녹턴과 쇼팽의 녹턴의 비교와 고찰〉, 울산대학교 피아노 전공 석사학위 논문, 2011년 2월
- 김경은, 〈19세기 내러티브 협주곡에 관한 연구 -존 필드의 피아노 협주곡 제5번을 중심으로〉, 《음악이론연구》 24, 서울대학교 서양음악연구소, 2015년